# 091, policía al habla
091, policía al habla es una película española de 1960, del género policíaco, dirigida por José María Forqué y protagonizada por Adolfo Marsillach y Tony Leblanc.

## Sinopsis
Un inspector de policía que hace el servicio de patrulla nocturna de urgencia (el 091) esta obsesionado por la muerte de su hija atropellada por un coche que luego huyó. Cuando sus compañeros localizan el vehículo, acude personalmente a detener al conductor.

## Reparto
| Actor                   | Personaje            |
| ----------------------- | -------------------- |
| Adolfo Marsillach       | Andrés Martín        |
| Tony Leblanc            | Charles              |
| Susana Campos           | Julia                |
| José Luis López Vázquez | Lorenzo Barea        |
| Manolo Gómez Bur        | Bicho                |
| María Luisa Merlo       | Teresa Jiménez       |
| Manuel Alexandre        | Luciano              |
| Luis Peña               | Julio                |
| Mara Laso               | Charo                |
| Julia Gutiérrez Caba    |                      |
| Gracita Morales         |                      |
| Mary Paz Pondal         | Pilar Lorente Garcia |

## Premios y nominaciones
16.ª edición de las Medallas del Círculo de Escritores Cinematográficos
| Año  | Categoría              | Nominación              | Resultado |
| ---- | ---------------------- | ----------------------- | --------- |
| 1960 | Mejor actor secundario | José Luis López Vázquez | Ganador   |